# Manfred Sönnecken
Manfred Sönnecken (* 13. April 1928 in Lüdenscheid; † 8. November 2003 in Lüdenscheid) war ein deutscher Geograf und Heimatforscher.
Er war seit 1959 Mitglied der Altertumskommission für Westfalen. Ab 1982 war Sönnecken Beauftragter für die archäologische Denkmalpflege in Lüdenscheid. 1983 erhielt er als erster Preisträger das LWL-Arbeitsstipendium, 2000 wurde ihm das Bundesverdienstkreuz verliehen.

## Schriften (Auswahl)
- Die mittelalterliche Rennfeuerverhüttung im märkischen Sauerland. Ergebnisse von Geländeuntersuchungen und Grabungen. Münster 1971 (= Dissertation)
- Funde aus der Mittel-Steinzeit im Märkischen Sauerland (= Veröffentlichungen des Heimatbundes Märkischer Kreis. Bd. 7). Heimatbund Märkischer Kreis, Altena 1985, ISBN 3-89053-013-3.